# Modulație de amplitudine

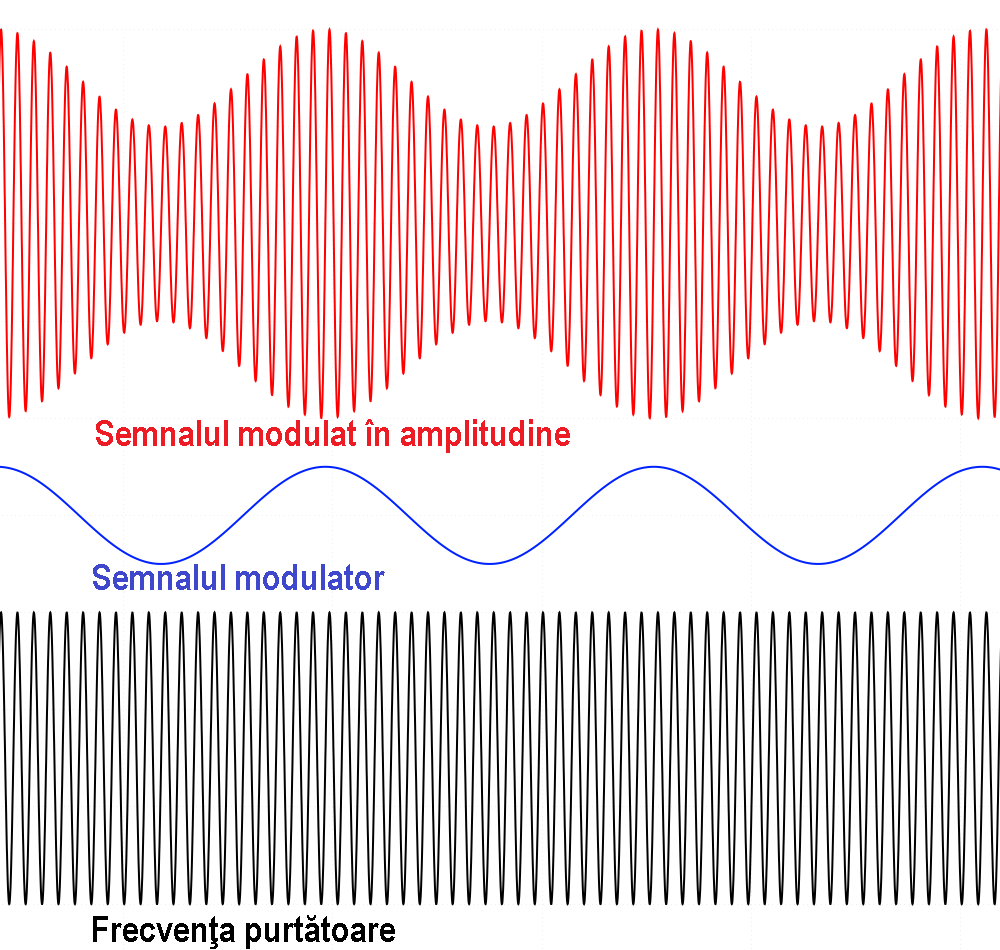
Modulația de amplitudine. Cu negru este reprezentată frecvenţa purtătoare, cu albastru este reprezentat semnalul modulator (semnalul util), iar cu roşu este reprezentat semnalul obţinut după modulare.

Modulația de amplitudine (prescurtată MA) este o tehnică utilizată în comunicațiile electronice, cel mai frecvent pentru transmiterea informației prin intermediul undei purtătoare. Modulația de amplitudine constă în varierea amplitudinii semnalului transmis în funcție de informația ce trebuie transmisă.
În modulația de amplitudine, amplitudinea (puterea semnalului) undei purtătoare este variată proporțional cu cea a semnalului modulator, cum ar fi un semnal audio. Această tehnică contrastează cu modulația unghiulară, în care fie frecvența undei purtătoare este variată, ca la modulația în frecvență, fie faza acesteia, ca în modulația de fază. MA a fost cea mai veche metodă de modulație folosită pentru transmiterea audio în emisiunile radio. 
A fost dezvoltat în primul sfert al secolului al XX-lea, începând cu experimentele radiotelefonice ale lui Roberto Landell de Moura și Reginald Fessenden în 1900.  Această formă originală de MA este uneori numită modulație de amplitudine în bandă dublă (DSBAM), deoarece metoda standard produce benzi laterale de fiecare parte a frecvenței purtătoare. 
Modulația cu bandă laterală unică folosește filtre trece-bandă pentru a elimina una dintre benzile laterale și, eventual, semnalul purtător, ceea ce îmbunătățește raportul dintre puterea mesajului și puterea totală de transmisie, reduce cerințele de gestionare a puterii ale repetoarelor de linie și permite o mai bună utilizare a lățimii de bandă a mediului de transmisie. 

## Teorie
Un semnal modulat în amplitudine este de forma:
{\displaystyle e(t)=E_{m}(t)\cos {\text{ω}}_{p}(t)}
Unde {\displaystyle E_{m}(t)} este amplitudinea modulată  (care variază în timp în ritmul semnalului modulator) iar {\displaystyle {\text{ω}}_{p}} este frecvența purtătoarei.
Rezultă deci ecuația:
{\displaystyle E_{m}(t)=E[1+mf(t)]}
- Unde {\displaystyle E} este amplitudinea purtătoarei (pentru {\displaystyle m=0} se obține {\displaystyle e(t)=E\cos {\text{ω}}_{p}(t)}, care este oscilația purtătoare).
- notăm cu  {\displaystyle m} este gradul de modulație
- notăm cu  {\displaystyle f(t)} semnalul modulator normat, care satisface condițiile:

{\displaystyle {\overline {f(t)}}=0}  (media pe o perioadă este nulă)
{\displaystyle \left|f(t)\right|_{\text{max}}=1} (maximul modulului este egal cu unitatea)
Un caz particular, este cel al unei  modulații armonice:  {\displaystyle f(t)=\cos {\text{ω}}t}.
În acest caz o modulație normală este atunci când {\displaystyle m\leqslant 1}, ceea ce corespunde unui semnal  {\displaystyle E_{m}\geqslant 1}, adică anvelopa nu devine niciodată negativă.
Daca {\displaystyle m>1} atunci este o supramodulație ,  {\displaystyle E_{m}} devine negativ.

### Spectrul unui semnal MA[3]
- Considerăm cazul particular când semnalul modulator este de forma: {\displaystyle f(t)=\cos {\text{ω}}t}

Dezvoltând: 
{\displaystyle e(t)=E_{m}(t)\cos {\text{ω}}_{p}(t)=E(1+m\cos {\text{ω}}(t))\cos {\text{ω}}_{p}(t)=E\cos {\text{ω}}t+mE\cos {\text{ω}}(t)\cos {\text{ω}}_{p}(t)}
Primul termen este purtătoarea:  {\displaystyle E\cos {\text{ω}}t}
Ultimii doi termeni constituie informația utilă, sub forma a două componente laterale  {\displaystyle E\cos {\text{ω}}(t)\cos {\text{ω}}_{p}(t)}
Obținem:
{\displaystyle e(t)=E\cos {\text{ω}}t+{\frac {mE}{2}}\cos({\text{ω}}_{p}+{\text{ω}})(t)+{\frac {mE}{2}}\cos({\text{ω}}_{p}-{\text{ω}})(t)}
- În practică {\displaystyle f(t)} este un semnal periodic nesinusoidal, iar frecvența maximă  utilă ce trebuie reținută din spectrul său este  {\displaystyle {\text{ω}}_{M}}.

Rezultă că în cazurile reale fiecare componentă a oscilației modulatoare de joasă frecvență va produce două componente laterale, de o parte și de alta a purtătoarei, în spectrul semnalului modulat.
Banda de frecvență pe care o ocupă semnalul modulat este:
{\displaystyle {\frac {2{\text{ω}}_{M}}{2\pi }}={\frac {{\text{ω}}_{M}}{\pi }}=}   sau {\displaystyle 2f_{M}} unde  {\displaystyle f_{M}={\frac {{\text{ω}}_{M}}{2\pi }}}

## Domenii de utilizare
MA rămâne în uz în multe alte forme de comunicare, în plus față de difuzarea MA: transmisii radio pe unde scurte, la nivel de transmisii de radio amatori, transmisii radio bidirecționale, transmisii radio VHF pentru avioane, transmisii radio în bandă liberă pentru cetățeni și în modemurile computerelor sub formă de QAM.